# Bussière-Galant
Bussière-Galant är en kommun i departementet Haute-Vienne i regionen Nouvelle-Aquitaine i västra Frankrike. Kommunen ligger i kantonen Châlus som tillhör arrondissementet Limoges. År 2022 hade Bussière-Galant 1 284 invånare.

## Befolkningsutveckling
Antalet invånare i kommunen Bussière-Galant
| Referens: INSEE |